# Referéndum para la ratificación de la Constitución española

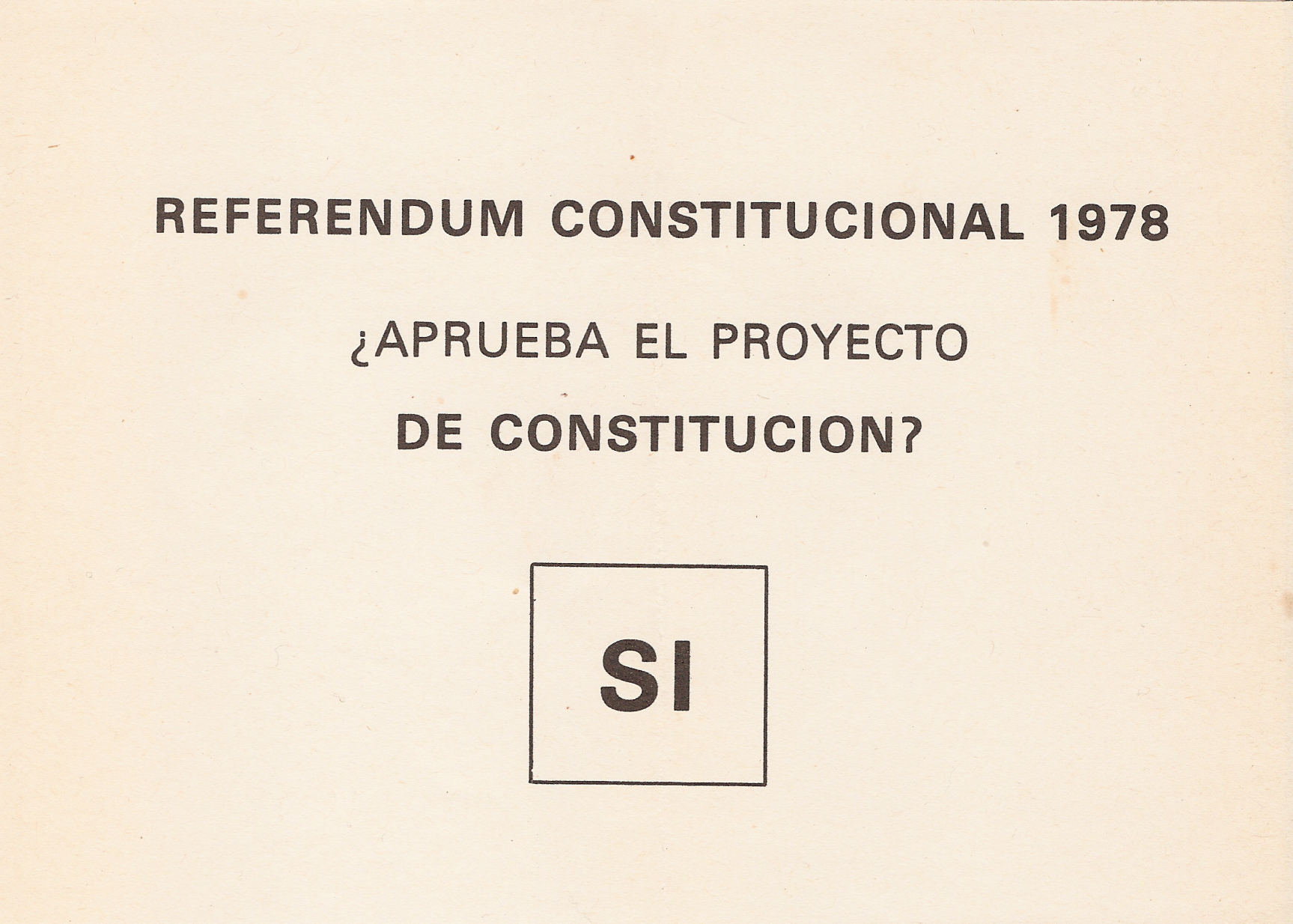
Papeleta favorable a la Constitución de 1978

El referéndum para la ratificación del Proyecto de Constitución fue el referéndum que ratificó la Constitución española de 1978. Tuvo lugar el miércoles 6 de diciembre de 1978 y la pregunta planteada fue «¿Aprueba el Proyecto de Constitución?». El Proyecto fue aprobado por el 87,78 % de votantes, que representaba el 58,97 % del censo electoral.

## Convocatoria y normativa

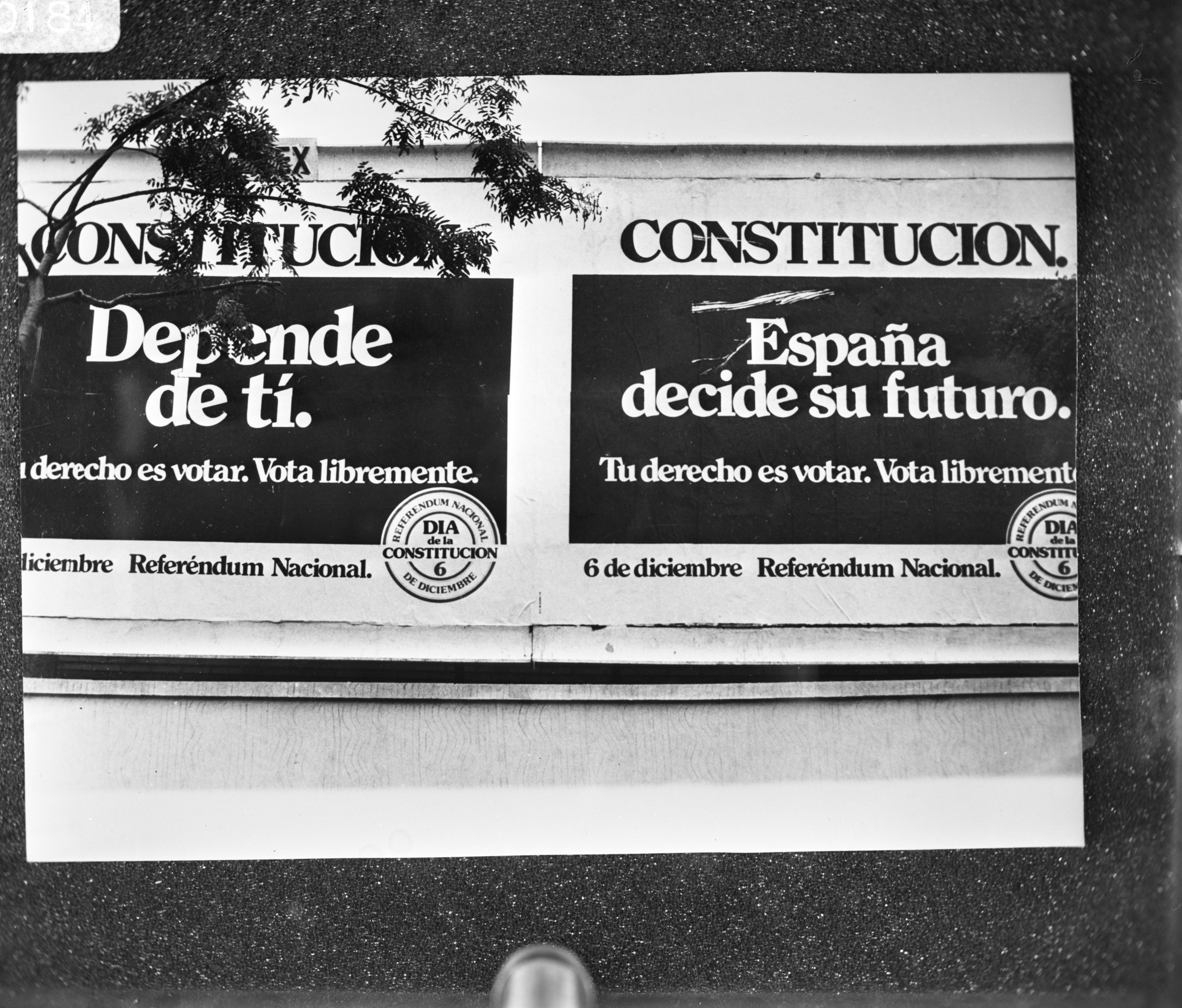
Carteles oficiales del Referéndum

Fue convocado en aplicación de lo dispuesto en el artículo 3º de la Ley para la Reforma Política (que indicaba que «el Rey, antes de sancionar una Ley de Reforma Constitucional, deberá someter el Proyecto a referéndum de la Nación»), por el Real Decreto 2560/1978, de 3 de noviembre, por el que se somete a Referéndum de la Nación el proyecto de Constitución, de acuerdo con lo previsto en:
- El Real Decreto-ley 20/1977, de 18 de marzo, sobre Normas Electorales.
- El Real Decreto 2120/1978 de 25 de agosto, por el que se establecen normas para la celebración de consulta directa a la nación por medio de referéndum.[2]
- El Real Decreto 2550/1978, de 3 de noviembre, sobre el ejercicio del derecho de reunión durante la fase de consulta del Referéndum Constitucional.
- El Real Decreto-ley 37/1978, de 27 de noviembre, por el que se dictan normas complementarias para la determinación de las personas que participaran en el Referéndum nacional sobre el proyecto de Constitución.
- La Orden de 23 de noviembre de 1978, por la que se determina el modelo oficial de papeleta de votación para el Referéndum Nacional del 6 de diciembre.

## Posiciones políticas
Tanto en el Senado como en el Congreso de los Diputados el texto fue aprobado con los votos de UCD, PSOE, AP (aunque solo ocho de sus diputados votaron a favor, pues cinco votaron en contra y otros tres se abstuvieron), PDPC, UDC-DCC y PCE, que, junto a ORT, PTE (estos dos en una decisión de última hora) y el PC entre otros, pidieron el voto favorable en el referéndum.
Por su parte, ERC, que en la votación del Congreso se abstuvo, en el referéndum se sumó al voto negativo; mientras que PNV, MC y otros pequeños partidos de izquierdas hicieron campaña por la abstención. Asimismo, también pidieron el voto negativo Euskadiko Ezkerra (EE), Herri Batasuna (HB), OCI (actual POSI), POUM, PSAN, BNPG (futuro BNG), FE-JONS, FN, AFN, UC, LCR y CRPE, entre otros.
| Postura de las organizaciones políticas ante el referéndum | |
| Postura                                                    | Partido / Organización                                                                                |
| A favor                                                    | UCD, PSOE, PCE, PDPC, UDC-DCC, PSUC, PC, ORT, PTE, ID, ACL, PL, PSA, UGT, CCOO, USO, SU, CSUT         |
| En contra                                                  | ERC, EE, HB, OCI, PORE, LCR, POUM, PSAN, BNPG, FE-JONS, FN, AFN, UC, PCE (m-l), UNE, ADE, UPG, CT, EC |
| Abstención                                                 | AP, PNV, PSA, PCOE, AC, MC, OIC, OCE (BR), UCE, PUCC, PSC, PCU, ARDE, FA, PCT, MUM, ESEI, CNT         |

| Diputado                            | Postura    | Partido           |
| ----------------------------------- | ---------- | ----------------- |
| Gonzalo Fernández de la Mora y Mon  | No         | AP                |
| Alberto Jarabo Payá                 | No         | AP                |
| José Martínez Emperador             | No         | AP                |
| Pedro de Mendizábal y Uriarte       | No         | AP                |
| Federico Silva Muñoz                | No         | AP                |
| Francisco Letamendía Belzunce       | No         | Euskadiko Ezkerra |
| Licinio de la Fuente y de la Fuente | Abstención | AP                |
| Álvaro de Lapuerta y Quintero       | Abstención | AP                |
| Modesto Piñeiro Ceballos            | Abstención | AP                |
| Iñigo Aguirre Querexeta             | Abstención | PNV               |
| Xabier Arzallus Antía               | Abstención | PNV               |
| Gerardo Bujanda Sarasola            | Abstención | PNV               |
| José Angel Cuerda Montoya           | Abstención | PNV               |
| José María Elorriaga Zarandona      | Abstención | PNV               |
| Pedro Sodupe Corcuera               | Abstención | PNV               |
| Marcos Vizcaya Retana               | Abstención | PNV               |
| Jesús Aizpún Tuero                  | Abstención | UCD               |
| Pedro Morales Moya                  | Abstención | UCD               |
| Joaquín Arana i Pelegre             | Abstención | Minoría Catalana  |
| Heribert Barrera Costa              | Abstención | Minoría Catalana  |

## Resultados
| Opción                | Votos      | %     |
| --------------------- | ---------- | ----- |
| Sí                    | 15.706.078 | 91,81 |
| No                    | 1.400.505  | 8,19  |
| Votos positivos       | 17.106.583 | 95,71 |
| Votos en blanco       | 632.902    | 3,54  |
| Votos anulados        | 133.786    | 0,75  |
| Participación         | 17.873.271 | 67,11 |
| Electores registrados | 26.632.180 | 100   |
| Fuentes:              |            |       |

### Resultados por provincias
|                       |
| El «sí» por provincia |

|                       |
| El «no» por provincia |

|  | 59,3 % |

|  | 72,4 % |

|  | 71,9 % |

|  | 88,9 % |

|  | 72,3 % |

|  | 90,3 % |

|  | 67,1 % |

|  | 93,2 % |

|  | 72,6 % |

|  | 89,5 % |

|  | 71,4 % |

|  | 89,5 % |

|  | 70,2 % |

|  | 90,2 % |

|  | 67,6 % |

|  | 91,0 % |

|  | 71,5 % |

|  | 82,3 % |

|  | 69,2 % |

|  | 90,3 % |

|  | 69,2 % |

|  | 93,5 % |

|  | 72,6 % |

|  | 89,0 % |

|  | 72,8 % |

|  | 88,7 % |

|  | 70,1 % |

|  | 85,8 % |

|  | 75,1 % |

|  | 91,3 % |

|  | 54,5 % |

|  | 90,8 % |

|  | 74,8 % |

|  | 85,4 % |

|  | 72,3 % |

|  | 90,4 % |

|  | 69,3 % |

|  | 92,1 % |

|  | 76,1 % |

|  | 82,0 % |

|  | 43,4 % |

|  | 64,6 % |

|  | 69,4 % |

|  | 93,1 % |

|  | 74,5 % |

|  | 90,9 % |

|  | 72,2 % |

|  | 89,5 % |

|  | 65,4 % |

|  | 89,1 % |

|  | 66,5 % |

|  | 91,9 % |

|  | 72,5 % |

|  | 87,3 % |

|  | 41,8 % |

|  | 89,5 % |

|  | 72,2 % |

|  | 86,8 % |

|  | 64,8 % |

|  | 92,8 % |

|  | 66,1 % |

|  | 88,9 % |

|  | 71,4 % |

|  | 91,3 % |

|  | 66,6 % |

|  | 76,4 % |

|  | 39,4 % |

|  | 90,6 % |

|  | 61,8 % |

|  | 89,4 % |

|  | 74,4 % |

|  | 79,8 % |

|  | 69,9 % |

|  | 91,3 % |

|  | 55,2 % |

|  | 89,1 % |

|  | 73,0 % |

|  | 88,7 % |

|  | 71,2 % |

|  | 84,0 % |

|  | 77,3 % |

|  | 86,5 % |

|  | 69,8 % |

|  | 93,2 % |

|  | 73,4 % |

|  | 88,2 % |

|  | 56,5 % |

|  | 93,6 % |

|  | 67,0 % |

|  | 91,7 % |

|  | 74,5 % |

|  | 86,4 % |

|  | 77,8 % |

|  | 82,4 % |

|  | 75,4 % |

|  | 89,2 % |

|  | 74,3 % |

|  | 83,3 % |

|  | 42,5 % |

|  | 73,0 % |

|  | 68,8 % |

|  | 84,1 % |

|  | 73,1 % |

|  | 88,3 % |

|  | 67,11 % |

|  | 88,54 % |

## Controversias
Algunos medios de comunicación indicaron la existencia de irregularidades en los datos del censo, que llegaron hasta un 30 % en la provincia de Orense